# Jonathan Pitroipa
Beninwende Yann Jonathan Pitroipa (* 12. dubna 1986) je bývalý fotbalový reprezent Burkiny Faso. Hrál na postu levého záložníka nebo levého křídla. Byl uznávaný jako kreativní hráč s výbornou míčovou technikou, který hrál ale moc na sebe a byl v zakončení příliš zbrklý.

## Klubová kariéra
Do července 2011 hrál německou Bundesligu, ale nebyl v Německu spokojený a přestoupil do Francie.

## Reprezentační kariéra
V A-mužstvu Burkiny Faso debutoval v roce 2006.
S reprezentací Burkiny Faso startoval čtyřikrát na kontinentálním mistrovství: v letech 2010, 2012, 2013 a 2015.
V roce 2013 pomohl svému týmu získat stříbrné medaile po finálové prohře 0:1 s Nigérií a byl vyhlášen nejlepším hráčem turnaje. Vstřelil dva góly v zápase základní skupiny proti Etiopii. V semifinále byl vyloučen, ale po odvolání direktoriát turnaje uznal, že červená karta byla nezasloužená a dovolil mu hrát finále.